# Michaeliskonvent

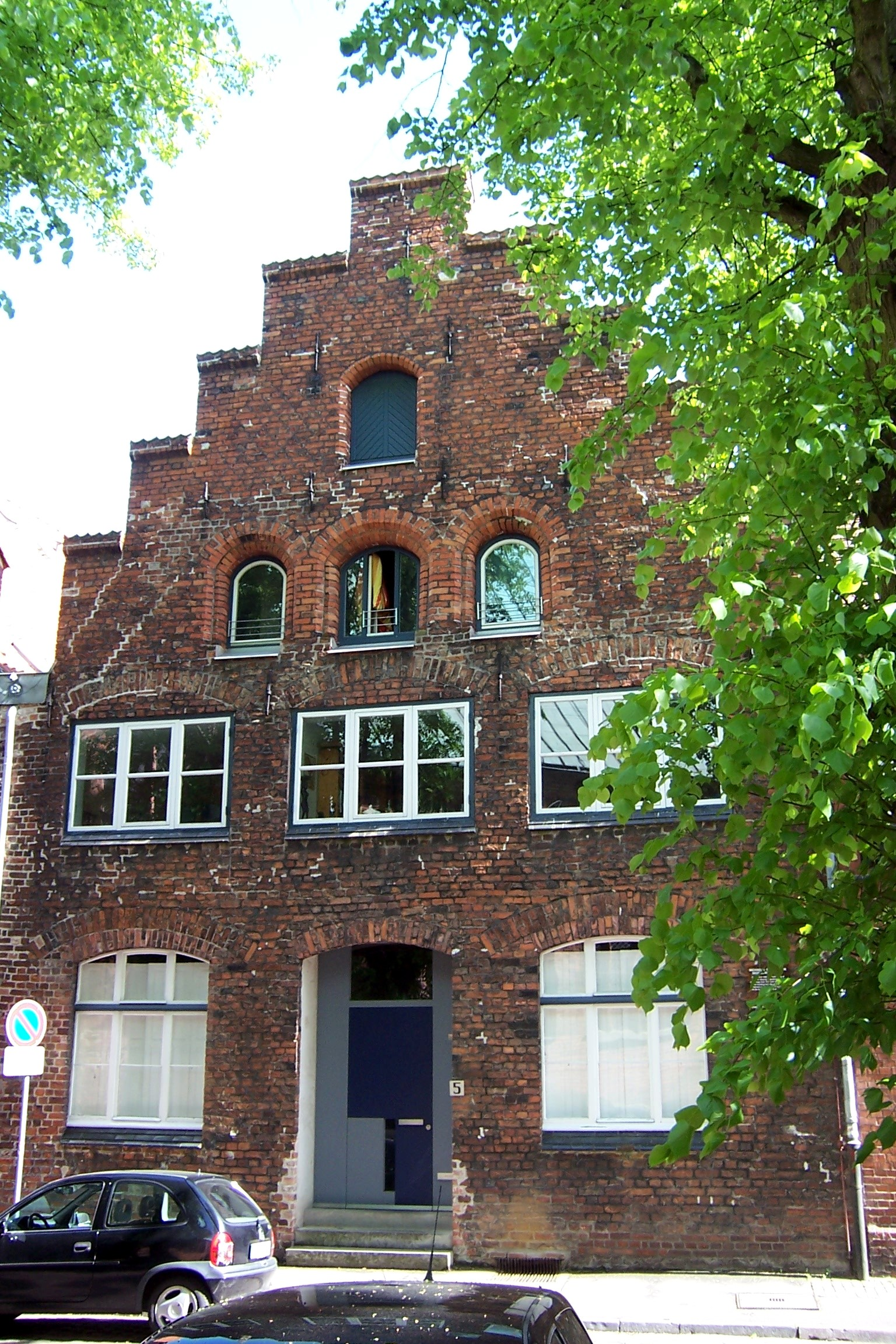
Haus des Michaeliskonvents (2009)

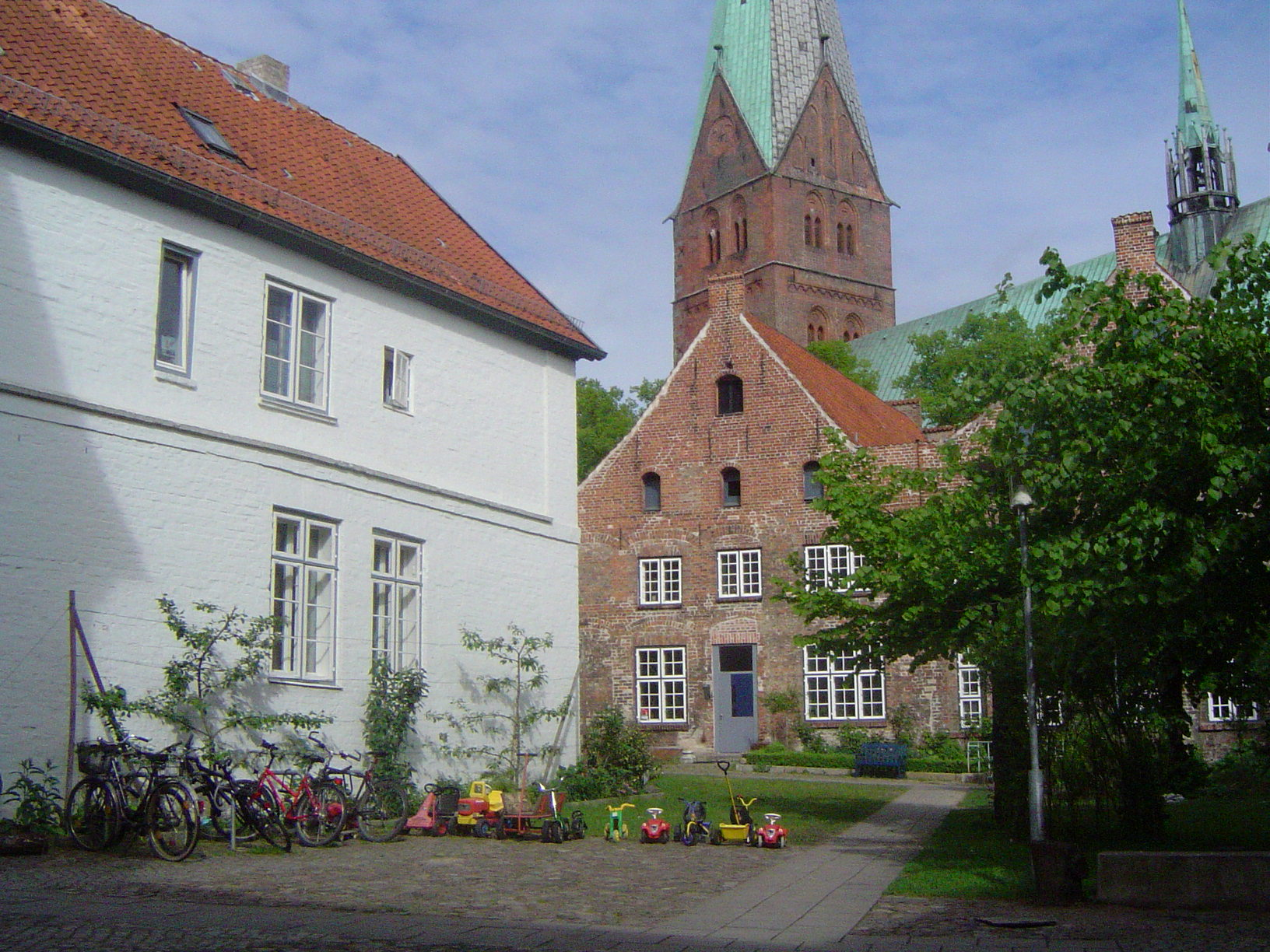
Giebel des Michaeliskonvents (Hofseite, 2006)

Der Michaeliskonvent, mitunter auch nach seinem Stifter Segebergskonvent genannt (oder Schwesternhaus bei St. Aegidii oder graue Schwestern), war eine klösterliche Gemeinschaft in Lübeck. Es war die älteste und größte Niederlassung der Schwestern vom Gemeinsamen Leben im Ostseeraum. Bedeutend ist außerdem der große Bestand an Handschriften in mittelniederdeutscher Sprache.

## Geschichte
1397 kaufte der Lübecker Bürger Berthold Segeberg († 1408) das in der Aegidienstraße an der Ecke Weberstraße gelegene Grundstück (ältere Nummerierung: Johannesquartier 613-617, heute St.-Annen-Straße 5), um es für ein Armenhaus zu nutzen. Die hier entstehende Gemeinschaft von Frauen, die sich einer klosterartigen Regel unter dem Patrozinium des Erzengels Michael unterwarfen, wurde Segeberg- oder Michaeliskonvent genannt.
1450/51 stiftete der Ratsherr Johann Segeberg, ein Sohn Bertholds, der Gemeinschaft einen Neubau, und mit Unterstützung des Lübecker Bischofs Nikolaus II. Sachau fanden Schwestern vom gemeinsamen Leben, das weibliche Pendant der Brüder vom gemeinsamen Leben, hier ein Zuhause, um im Sinn der Devotio moderna zu leben. Dreizehn Jahre später erfolgte der Bau der nicht mehr existierenden Michaelis-Kapelle auf dem Eckgrundstück. Die Gemeinschaft erhielt durch Bischof Arnold Westphal eine Ordnung mit der Annahme der Augustinusregel.
Die Schwestern trugen eine einfache Tracht aus grauer Wolle. Die Leitung lag bei einer Meisterin (mater, moder, rectrix, regerersche). Sie wurde von zwölf der Schwestern unterstützt, den officiariae. Die Gesamtzahl der Schwestern lag zunächst bei 30 und wurde von Bischof Albert II. Krummendiek auf 40 und von Bischof Dietrich II. Arndes noch einmal auf 50 erhöht. Die Schwestern waren der Aufsicht des Augustinerklosters Segeberg unterstellt. Der Konvent war nicht unvermögend. 1468 erfolgte durch Schwestern aus Lübeck die Gründung des Klosters Bethlehem in Bützow. Die Vorsteherin des Segeberghauses bat den Klosterreformer der Windesheimer Kongregation, Johann Busch um eine Lübecker Schwester für das neugegründete Kloster Bethlehem vor Bützow. 1469 schenkte Heinrich Blome den Schwestern ihr Areal mit allen Rechten. 1511 waren sie in der Lage, das Gut Falkenhusen vom Heiligen-Geist-Hospital zu pachten.
Ihren Lebensunterhalt erwirtschafteten die Schwestern mit dem Spinnen und Weben von Wollstoffen; sie hießen deswegen auch Wollschwestern (niederdeutsch Wollsüsteren). Die Wolle, die sie verbrauchten, wurde zeitweilig von den Augustinern in Hildesheim für sie besorgt. 1480 verfügte der Rat, ihre Laken sollten in der Länge 20 und in der Breite 3 Ellen betragen und auf dreierlei Art verfertigt und gezeichnet werden: die beste Sorte auf der einen Seite mit dem zweiköpfigen Adler und auf der anderen mit dem lübeckischen Wappenschild, die zweite mit dem zweiköpfigen Adler mit Brustschild und die geringste nur mit dem Wappenschild. Drei Bürger wurden eidlich verpflichtet, darüber zu wachen, dass die Laken gut und die Zeichen richtig gemacht wurden. 1477 lehrte sie Johann Seifensieder, weiße Seife zu machen; sie versprachen ihm, die Kunst für sich zu behalten und nicht mit Seife zu handeln. Weiter haben sie gelegentlich Handschriften durch Abschrift vervielfältigt und auch wohl Mädchen erzogen und Unterricht erteilt.
Im Jahr 1531 hielt in Lübeck durch Johann Bugenhagen die Reformation Einzug, was zur Auflösung des Konvents führte. Die Gebäude dienten zunächst als Altenstift, 1556 zog hier das Lübecker Waisenhaus ein.
1720 wurde das Gebäude mit einem Backstein-Staffelgiebel weitgehend erneuert und der Dachstuhl verstärkt (Balken dendrochronologisch datiert). Im 19. Jahrhundert erfolgte eine durchgreifende Veränderung im Inneren. Nach einer Nutzung als Sozialamt bis 1998 wurde es ab 2000 Teil des Wohnprojekts Aegidienhof Lübeck.

## Bibliothek

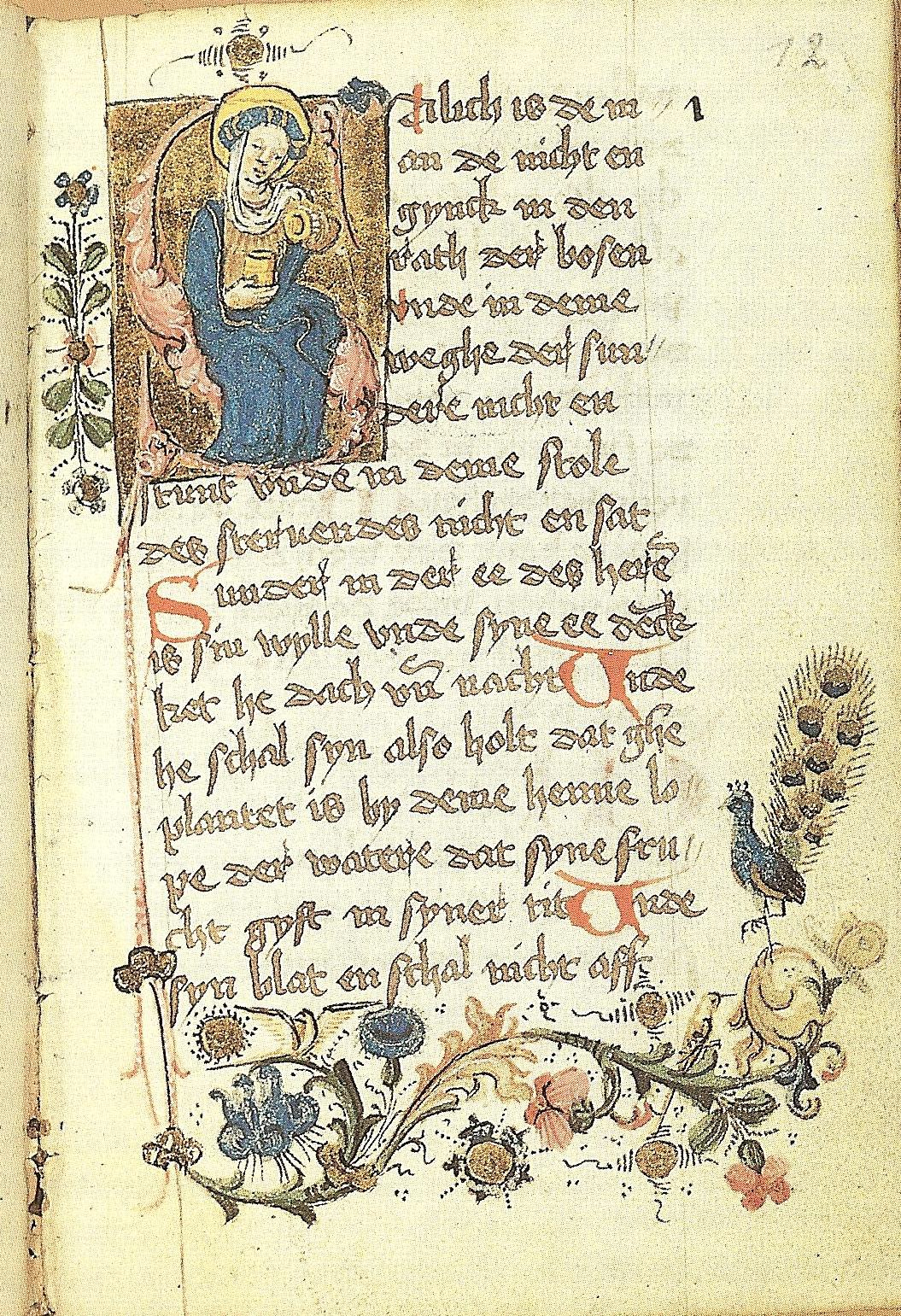
Seite aus einem mittelniederdeutschen Psalterium (Ms. theol. germ. 8° 33) mit Buchmalerei und dem Anfang von Psalm 1

Bemerkenswert und für die Überlieferung der mittelniederdeutschen Sprache von einzigartiger Bedeutung sind die erhaltenen etwa 100 Bände der Bibliothek des Michaeliskonvents, die sich seit 1806 in der Stadtbibliothek Lübeck befinden. Ein umfangreicher Sammelband enthält auf 284 Blättern unter anderem Vitae patrum, Freidank-Sprüche und einen Jammeruf des Todes. Zwei Handschriften zählen zu den frühesten Zeugnissen der Rezeption der Nachfolge Christi (De imitatione Christi) von Thomas a Kempis in Norddeutschland.
Von besonderer Bedeutung sind auch die beiden im Archiv der Hansestadt Lübeck verwahrten Memorienbücher, zwei Handschriften aus den Jahren 1463 und 1498.
Drei weitere Bände der Konventsbibliothek sind 1871 über Ludwig Heinrich Kunhardt in die Stadtbibliothek Hamburg (heute Staats- und Universitätsbibliothek Hamburg) gelangt. Eine Historienbibel-Handschrift von 1470/80 kam in den Besitz von Caspar Siegfried Gähler und befindet sich heute in der Houghton Library der Harvard University.
Die Frage, ob die Schwestern über den eigenen Gebrauch hinaus Bücher abgeschrieben haben und der Konvent auch eine „Stätte der Buchproduktion“ war, ist in der Forschung unterschiedlich beantwortet worden. Es fällt jedenfalls auf, dass es mehrere Schwesterhandschriften gibt, so etwa eine Passional-Handschrift in der Herzog August Bibliothek in Wolfenbüttel (Cod. Guelf. 317 Helmst.), die eine frappierende äußere und innere Ähnlichkeit zum Exemplar der Konventsbibliothek (jetzt Stadtbibliothek Lübeck Ms. theol. germ. 2° 2) aufweist, sowie die beiden Exemplare der Lübecker Historienbibel in Lübeck (Ms. theol. germ. 2° 8) und Harvard University (Houghton Library, MS Ger 184).

## Ausstattung
Im Hause haben sich fragmentarisch Wand- und Deckenmalereien des 17. und 19. Jahrhunderts erhalten.
Im St.-Annen-Museum finden sich zwei Altarschreine, die früher im Michaeliskonvent oder im unmittelbar benachbarten Aegidienkonvent gestanden haben: der Vierzehn-Nothelfer-Altar, ein Flügelaltar von ca. 1500, und ein kleinerer Annen-Schrein vom Ende des 15. oder Anfang des 16. Jahrhunderts, sowie eine erst 1999 aus dem Kunsthandel erworbene Tafel von 1480/90, die eine Madonna mit betendem Stifter (Ratsherr Hinrich Lipperade) zeigt und Hermen Rode zugeschrieben wird.
Außerdem hat sich ein kleines Reliquienkästchen aus Holz erhalten.